# Spirama nyctea
Spirama nyctea är en fjärilsart som beskrevs av Fabricius 1798. Spirama nyctea ingår i släktet Spirama och familjen nattflyn. Inga underarter finns listade i Catalogue of Life.